# Lijst van rijksmonumenten in Tholen (gemeente)
De gemeente Tholen telt 140 inschrijvingen in het rijksmonumentenregister. Hieronder een overzicht.

## Oud-Vossemeer
De plaats Oud-Vossemeer telt 14 inschrijvingen in het rijksmonumentenregister. Zie Lijst van rijksmonumenten in Oud-Vossemeer voor een overzicht.

## Poortvliet
De plaats Poortvliet telt 12 inschrijvingen in het rijksmonumentenregister. Zie Lijst van rijksmonumenten in Poortvliet voor een overzicht.

## Scherpenisse
De plaats Scherpenisse telt 13 inschrijvingen in het rijksmonumentenregister. Zie Lijst van rijksmonumenten in Scherpenisse voor een overzicht.

## Sint Annaland
De plaats Sint-Annaland telt 10 inschrijvingen in het rijksmonumentenregister. Zie Lijst van rijksmonumenten in Sint-Annaland voor een overzicht.

## Sint-Maartensdijk
De plaats Sint-Maartensdijk telt 28 inschrijvingen in het rijksmonumentenregister. Zie Lijst van rijksmonumenten in Sint-Maartensdijk voor een overzicht.

## Sint Philipsland
De plaats Sint Philipsland telt 5 inschrijvingen in het rijksmonumentenregister.
| Object                             | Oorspronkelijke functie?  | Bouwjaar | Architect | Locatie     | Coördinaten?                 | Nr.?   | Afbeelding                         |
| ---------------------------------- | ------------------------- | -------- | --------- | ----------- | ---------------------------- | ------ | ---------------------------------- |
| Nederlands Hervormde Kerk          | Kerk en kerkonderdeel     | 1668     |           | Kerkring 2  | 51° 37' 1" NB, 4° 9' 59" OL  | 33666  | Meer afbeeldingen                  |
| De Hoop                            | Industrie- en poldermolen | 1724     |           | Oostdijk 2  | 51° 36' 57" NB, 4° 10' 6" OL | 33667  | Meer afbeeldingen                  |
| Hollands Hoeve: woonhuis           | Woonhuis                  | 1916     |           | Oostdijk 55 | 51° 37' 28" NB, 4° 9' 47" OL | 495947 | Hollands Hoeve: woonhuis           |
| Hollands Hoeve: schuur             | Boerderij                 | 1986     |           | Oostdijk 55 | 51° 37' 28" NB, 4° 9' 47" OL | 495954 | Hollands Hoeve: schuur             |
| Hollands Hoeve: inritpalen met hek | Boerderij                 |          |           | Oostdijk 55 | 51° 37' 28" NB, 4° 9' 47" OL | 495961 | Hollands Hoeve: inritpalen met hek |

## Stavenisse
De plaats Stavenisse telt 11 inschrijvingen in het rijksmonumentenregister. Zie Lijst van rijksmonumenten in Stavenisse voor een overzicht.

## Tholen
De plaats Tholen telt 60 inschrijvingen in het rijksmonumentenregister. Zie Lijst van rijksmonumenten in Tholen (plaats) voor een overzicht.

## Westkerke
De plaats Westkerke telt 1 inschrijving in het rijksmonumentenregister. 
| Object                             | Oorspronkelijke functie? | Bouwjaar       | Architect | Locatie           | Coördinaten?                | Nr.?  | Afbeelding                         |
| ---------------------------------- | ------------------------ | -------------- | --------- | ----------------- | --------------------------- | ----- | ---------------------------------- |
| Terrein waarin vlucht-/kasteelberg | Archeologisch monument   | 10e - 13e eeuw |           | Locatie Westkerke | 51° 32' 9" NB, 4° 5' 36" OL | 46034 | Terrein waarin vlucht-/kasteelberg |

Borsele ·
Goes ·
Hulst ·
Kapelle ·
Middelburg ·
Noord-Beveland ·
Reimerswaal ·
Schouwen-Duiveland ·
Sluis ·
Terneuzen ·
Tholen ·
Veere ·
Vlissingen